# 帕皮爾尼亞 (佐洛奇夫區)
49°52′45″N 24°56′3″E / 49.87917°N 24.93417°E
帕皮爾尼亞（烏克蘭語：Папірня）是烏克蘭西部的村莊，隸屬利維夫州的佐洛奇夫區。該村面積0.2平方公里，海拔高度260米，2001年人口26，人口密度每平方公里120.93人。